# Siphocampylus quindioros
Siphocampylus quindioros är en klockväxtart som beskrevs av Franz Elfried Wimmer. Siphocampylus quindioros ingår i släktet Siphocampylus och familjen klockväxter.
Artens utbredningsområde är Colombia. Inga underarter finns listade i Catalogue of Life.